# Visualización en pantalla
On screen display u OSD es una interfaz de configuración que incorporan diversos equipos de video.

## Generador de OSD
Controla la información propia y se realiza mediante un circuito integrado diseñado exclusivamente para el OSD.
Consiste en una conmutación controlada entre la señal de vídeo y la señal correspondiente al color de los caracteres y parámetros a monitorizar. De esta forma, sólo se ven afectadas algunas líneas y por un determinado tiempo por la inclusión de la información que se desee mostrar.
- Datos: Q578554